# 巴拉顿哲勒克
巴拉顿哲勒克（匈牙利語：Balatongyörök）是匈牙利佐洛州所辖的一个村，在巴拉顿湖附近，总面积37.59平方公里，总人口1074，人口密度28.6人/平方公里（2010年1月1日）。